# 間斷仰口鰏
間斷仰口鰏（学名：Deveximentum interruptum）为鰏科仰口鰏屬下的一个种。